# SGS S.A.
SGS is een internationaal opererend dienstverlenend bedrijf. De naam SGS is een afkorting voor de oorspronkelijke naam Société Générale de Surveillance, deze naam wordt echter niet meer gebruikt. Internationaal wordt het bedrijf wel aangeduid met de naam SGS S.A., waarbij de laatste afkorting staat voor Société Anonyme (naamloze vennootschap). 

## Activiteiten
SGS is actief in een breed scala van dienstverlening op het gebied van het testen van producten, systemen en processen en het certificeren en auditeren van bedrijven. SGS heeft wereldwijd ongeveer 100.000 werknemers in dienst en beschikt over 2650 kantoren en laboratoria over de gehele wereld. Het hoofdkantoor is gevestigd in de Zwitserse stad Genève. Het bedrijf had in 2022 een omzet van 6,6 miljard Zwitserse frank en is opgenomen in de ranglijst van Forbes Global 2000.  De slagzin van SGS is When you need to be sure. 

## Geschiedenis
SGS is in 1878 opgericht en werd in eerste instantie groot door het controleren van graanvoorraden op volume en kwaliteit. Binnen een jaar werden kantoren geopend in drie grote havensteden van Frankrijk: Le Havre, Duinkerken en Marseille. Het bedrijf introduceerde een garantie, de Full Outturn Guarantee, waarbij het bedrijf het verlies van graan tijdens de verzending vergoedde als SGS de lading bij het laden en bij het lossen had geïnspecteerd. Het was een succes en de diensten werden in steeds meer plaatsen aangeboden. In 1913 inspecteerde het bedrijf al 21 miljoen ton graan per jaar via een netwerk van 45 kantoren in Europa. Tijdens de Eerste Wereldoorlog, in 1915, verhuisde het hoofdkantoor van Parijs naar Genève. Op 19 juli 1919 wordt de naam gewijzigd in Société Générale de Surveillance.
Vanaf 1939 gaat het ook andere producten dan graan controleren, zoals mineralen en metalen. Verder komen er vestigingen in Zuid-Amerika, met kantoren in Argentinië en Brazilië, voor het leveren van landbouwinspectiediensten. In 1950 was nog altijd zo'n 80% van de inkomsten gerelateerd aan landbouwproducten, maar vanaf 1955 worden andere activiteiten toegevoegd om de afhankelijkheid van de landbouwsector te verminderen.
In januari 2025 kwamen berichten naar buiten dat het bedrijf in gesprek is met Bureau Veritas. Zouden de twee tot overeenstemming komen, dan ontstaat de grootste aanbieder van laboratoriumtesting en inspectie- en certificeringsdiensten. Bureau Veritas is opgericht in 1828 en heeft vestigingen in 140 landen en telt 83.000 medewerkers. Twee weken later zijn de gesprekken al weer gestaakt zonder resultaat.
Belangrijke concurrenten van SGS zijn onder andere Bureau Veritas, Det Norske Veritas en Control Union World Group.